# Мезёчат
Мезёчат (венг. Mezőcsát) — город на северо-востоке Венгрии в медье Боршод-Абауй-Земплен.
Расположен в северо-восточной части Среднедунайской низменности, в тридцати пяти километрах от столицы медье — города Мишкольца и в 190 км к востоку от столицы страны — Будапешта.
Население — в 2001 году — 6594 человека; в 2010 году — 6083 человека.

## Палеогенетика
У представителя предскифской культуры раннего железного века Мезёчат (Mezőcsát Culture), жившего 2900±130 л. н. (IR1, Pre-Scythian Mezőcsát Culture, городище Ludas—Varjú-dűlő, 980—830 года до н. э.), была обнаружена Y-хромосомная гаплогруппа N и митохондриальная гаплогруппа G2a1. У других представителей культуры Мезёчат (Hungary_EIA_Prescythian_Mezocsat, 2725 л. н.) определили митохондриальные гаплогруппы U4d1, U5a1f1a, T2a1b1a1, T2b, H1, J2b1, K1a+195.

## Население
| Год  | Численность | Численность |
| ---- | ----------- | ----------- |
| 2013 | 6036        | [ 6 ]       |
| 2014 | 5961        | [ 7 ]       |
| 2018 | 5661        | [ 8 ]       |
| 2022 | 5650        | [ 9 ]       |
| 2023 | 5657        | [ 10 ]      |
| 2024 | 5611        | [ 1 ]       |

## Города-побратимы
- Ворбис[вд], Германия